# Kraljevina Kartlija
Kraljevina Kartlija (gruz. ქართლის სამეფო, kartlis samepo) bila je kasno-srednjevjekovna i rano-novovjekovna kraljevina koja se nalazila u istočnoj Gruziji, koja je otprilike obuhvalaća područja današnjih regija Unutarnje Kartlije, Donje Kartlije i Samche-Džavahetije. Glavni grad bio je smješten u Tbilisiju, koji je danas prijestolnica moderne Gruzije.
U 15. stoljeću, nakon dugog gospodarskog i političkog propadanja, Gruzija je postala susjedom pretjerano nestabilnog i agresivnog Osmanlijskog Carstva, a od 16. stoljeća Safavidskog Carstva, zbog čega je kraljevstvo bilo u gotovo trajnom ratnom stanju, ili pod vlašću Perzijanaca u njezinu gotovo tri stoljeća postojanja. U to je vrijeme Kraljevina Gruzija proživljavala visok stupanj građanskih nemira, feudalnog separatizma i građanskih ratova. Poraz Đure VIII. u bitci kod Čihorija protiv pobunjenog plemića Bagrata VI., koji se proglasio kraljem Imeretije (manje-više sadašnje regije Imeretije), označio je početak konačnog raspada jedinstvenog gruzijskog kraljevstva. Kao rezultat toga, nastala je Kraljevina Kartlija 1466. godine. Godine 1465., Đuru VIII. Kvarkvar II., atabeg Samchea. Osjetivši priliku, Bagrat VI. se odmah proglasio kraljem Kartlije i preuzeo kontrolu nad njom. Kvarkvar II. je 1466. godine, bojeći se da će Bagrat steći previše moći, pustio Đuru VIII. iz zarobljeništva, ali kralj više nije mogao povratiti vlast, te se uspio samo proglasiti kraljem Kahetije, stvarajući daljnju fragmentaciju. Bagrat VI. nastavio je vladati Kartlijom sve do 1478. godine, kada ga je izazvao novi pretendent na prijestolje, Konstantin II.
Unutarnje feudalne borbe nastavile su se čak i za vladavine Konstantina, koji je 1483. izgubio bitku kod Aradetija protiv Kvarkvara II. Taj trenutak iskoristio je Aleksandar, sin Bagrata VI., i 1484. godine proglasio se kraljem cijele zapadne Gruzije. Pokušaji Konstantina II. 1489. godine da ponovno uspostavi svoju vlast nad ujedinjenim kraljevstvom Kartlije i Imeretije bili su neuspješni. Godine 1490. napokon je bio prisiljen priznati podjelu gruzijskog kraljevstva na kraljevinu Kartliju (1484. – 1762.) (danas Kartlija), kraljevinu Imeretiju, kraljevinu Kahetiju i kneževinu Mešketiju (danas Mcheta). Nažalost, priznavanje tih suparničkih monarhija nije dovelo do mira između novih kraljevstava. Ubrzo nakon dolaska na vlast, Đuro II. pokrenuo je ekspediciju protiv Kartlije, namjeravajući svrgnuti kralja Davida X. i osvojiti njegovo kraljevstvo. Bagrat, Davidov brat, uspješno je obranio kraljevstvo i uspio uhvatiti Đuru II. u zasjedi. Mir nije potrajao ni na zapadu. David X. morao se suočiti s upadima Aleksandra II., koji je bio nešto manje uspješan od onog njegovog kolege iz Kahetije. Godine 1513. kraljevina Kartlija uspjela je osvojiti Kahetiju, ali samo na kratko; Kahetiju je obnovio, uz podršku lokalnih plemića, Levan, sin i nasljednik Đure II., 1520. godine.
Od 1518. godine glavnu i stalnu prijetnju za nacionalni život Kartlije predstavljaju Kizilbaši, te stalno jačanje osmanskih Turaka. Godine 1555. Osmanlije i Kizilbaši sklopili su sporazum o podjeli sfera utjecaja na Kavkazu. Imeretija je pala pod osmansku sferu, a Kartlija i Kahetija - u iransku sferu. Ali taj "paritet" nije dugo trajao. Mnogi saveznici Kartlije, uključujući i slavnog Đuru Saakadzea, smatrali su savezništvo s Osmanlijama protiv Kizilbaša nužnim zlom. Mirom u Amasyi (1555.) Kartlija, Kahetija i istočni Samche priznati su kao perzijsko vlasništvo, dok je sve zapadno od toga (tj. Imeretija, zapadni Samchhe) palo u osmanske ruke. Tijekom sljedeća dva stoljeća Kartlija je bila sastavni dio carstva uzastopnih perzijskih dinastija. Redovito je plaćala danak i šahu slala darove (pīškeš) u vidu dječaka i djevojčica koji su služili kao robovi; konja i vina, gubeći time istinsku suverenost.
Godine 1747., perzijski šah, Nader Šah je ubijen. Koristeći ovu nestabilnost, Teimuraz II. i njegov sin Heraklo II., proglasili su svoju faktičku neovisnost od Perzije. Nakon Teimurazove smrti 1762. godine, Heraklo II.preuzima kontrolu nad Kartlijom, ujedinivši ih na taj način u kratkotrajno Kraljevstvo Kartlije i Kahetije.
Nakon Ugovora iz Georgijevska (1783.) i kratke ponovne okupacije istočne Gruzije od strane iranskog šaha Muhameda-kan Kadžara, Kraljevstvo Kartlije i Kahetije pripojeno je Ruskom Carstvu 1800. godine. Nekada zaraćene kraljevske kuće različitih gruzijskih kraljevstava uglavnom su bile uklopljene u rusko plemstvo, čime su izgubille svoj kvazi kraljevski status i postale potčinjene službenom plemstvu Ruskog Carstva.
Ruska kontrola nad Kartlijom i Kahetijom finalizirana je Ugovorom iz Gulistana 1813. godine, koji je sklopljen s Kadžarskim Carstvom.